# Caustogryllacris griffinii
Caustogryllacris griffinii är en insektsart som först beskrevs av Heinrich Hugo Karny 1923.  Caustogryllacris griffinii ingår i släktet Caustogryllacris och familjen Gryllacrididae. Inga underarter finns listade i Catalogue of Life.